# Laurinburg
La ville de Laurinburg est le siège du comté de Scotland, situé en Caroline du Nord, aux États-Unis. Sa population s’élevait à 15 962 habitants lors du recensement de 2010, estimée à 15 156 habitants en 2017.

## Démographie
| Groupe            | Laurinburg | Caroline du Nord | États-Unis |
| ----------------- | ---------- | ---------------- | ---------- |
| Afro-Américains   | 46,8       | 21,5             | 12,6       |
| Blancs            | 43,0       | 68,5             | 72,4       |
| Amérindiens       | 6,1        | 1,3              | 0,9        |
| Métis             | 2,0        | 2,2              | 2,9        |
| Autres            | 1,1        | 4,4              | 6,4        |
| Asiatiques        | 1,0        | 2,2              | 4,8        |
| Total             | 100        | 100              | 100        |
|                   |            |                  |            |
| Latino-Américains | 2,0        | 8,4              | 16,7       |

Selon l'American Community Survey, pour la période 2011-2015, 94,47 % de la population âgée de plus de 5 ans déclare parler l'anglais à la maison, alors que 3,24 % déclare parler l'espagnol, 0,85 % l'arabe, 0,62 % le vietnamien et 1,66 % une autre langue.
| Indicateur                             | Laurinburg | États-Unis |
| -------------------------------------- | ---------- | ---------- |
| Personnes de moins de 5 ans            | 7,1 %      | 6,1 %      |
| Personnes de moins de 18 ans           | 26,6 %     | 22,6 %     |
| Personnes de plus de 65 ans            | 16,7 %     | 15,6 %     |
| Femmes                                 | 55,3 %     | 50,8 %     |
| Personnes par foyer                    | 2,43       | 2,64       |
| Vétérans                               | 7,5 %      | 8,0 %      |
| Personnes nées étrangères à l'étranger | 3,2 %      | 13,2 %     |
| Personnes sans assurance maladie       | 16,9 %     | 10,2 %     |
| Personnes avec un handicap             | 15,2 %     | 8,6 %      |
| Revenus annuels                        | 16 091 $   | 29 829 $   |
| Personnes sous le seuil de pauvreté    | 36,6 %     | 12,3 %     |
| Diplômés du lycée                      | 80,4 %     | 87,0 %     |
| Diplômés de l'université               | 19,2 %     | 30,3 %     |

| 1880 | 1890  | 1900  | 1910  | 1920  | 1930  |
| ---- | ----- | ----- | ----- | ----- | ----- |
| 968  | 1 357 | 1 334 | 2 322 | 2 643 | 3 312 |

| 1940  | 1950  | 1960  | 1970  | 1980  | 1990   |
| ----- | ----- | ----- | ----- | ----- | ------ |
| 5 685 | 7 134 | 8 242 | 8 859 | 1 480 | 11 643 |

| 2000   | 2010   | - | - | - | - |
| ------ | ------ | - | - | - | - |
| 15 874 | 15 962 | - | - | - | - |